# José (Belgique)
 (juillet 2020).
Si vous disposez d'ouvrages ou d'articles de référence ou si vous connaissez des sites web de qualité traitant du thème abordé ici, merci de compléter l'article en donnant les références utiles à sa vérifiabilité et en les liant à la section « Notes et références ».
Pour les articles homonymes, voir José.
José est un village de la commune et ville belge de Herve dans la province de Liège en Région wallonne. Le village fait partie de la commune de Battice depuis 1838.
Entre 1877 et 1969, l'extraction du charbon y est une activité importante.

## Histoire

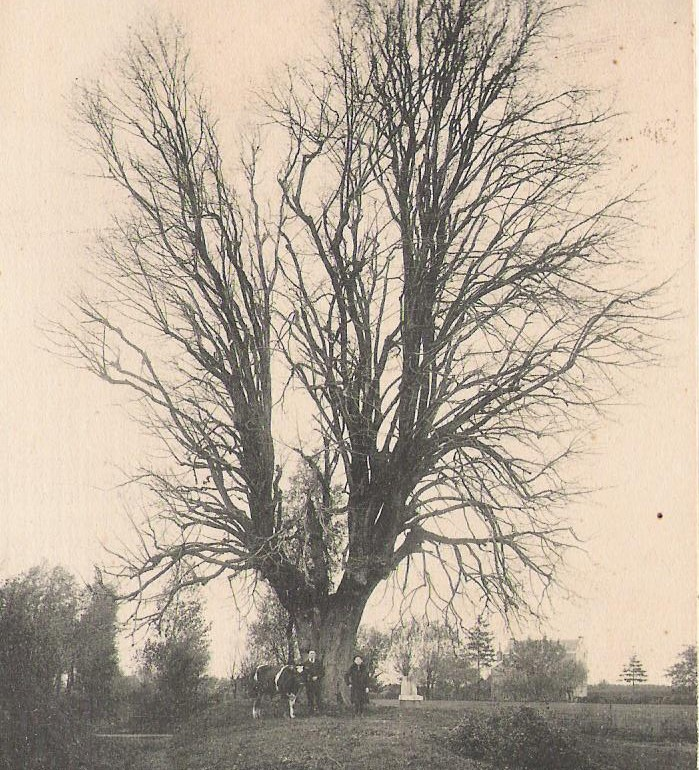
Le Coftice vers 1907.

L'origine de José est ancienne. Par diplôme de l'an 779, l'empereur Charlemagne confirme les biens de l'abbaye de Chèvremont. Or, nous pouvons lire dans cet acte, que le monastère en question possédait à Angelgiagas (José), quelques manses de terre qu'il avait acquises par voie d'échange de l'antique église de Saint Servais à Maastricht.
Sous le règne de Notger, le nom du village est devenu Engelzeis. Il fait partie de la principauté de Liège jusqu'à l'endroit désigné Outre-Cour. En 1366, Engelzeis est devenu Enjosée.
Jozé en 1441 et José en 1508, mais à côté de la forme actuelle on trouve pendant longtemps encore la forme Jozé.

## Monuments
- Le tilleul clouté du Coftice (arbre à clous) : Maintenant remplacé par un jeune arbre, il y avait à cet endroit un tilleul piqué de plusieurs milliers de clous. La croyance populaire disait qu'il fallait toucher avec un clou l'endroit où l'on avait mal et aussitôt le planter dans un vieux tilleul. Le mal devait disparaître au fur et à mesure que le clou pénétrait dans le bois.
- L'église : une première chapelle fut construite en 1745. Elle était dédiée à Saint Antoine d'Égypte. En 1908, une nouvelle église fut construite.
- L'église a perdu, de nos jours, sa flèche posée sur deux pans triangulaires.

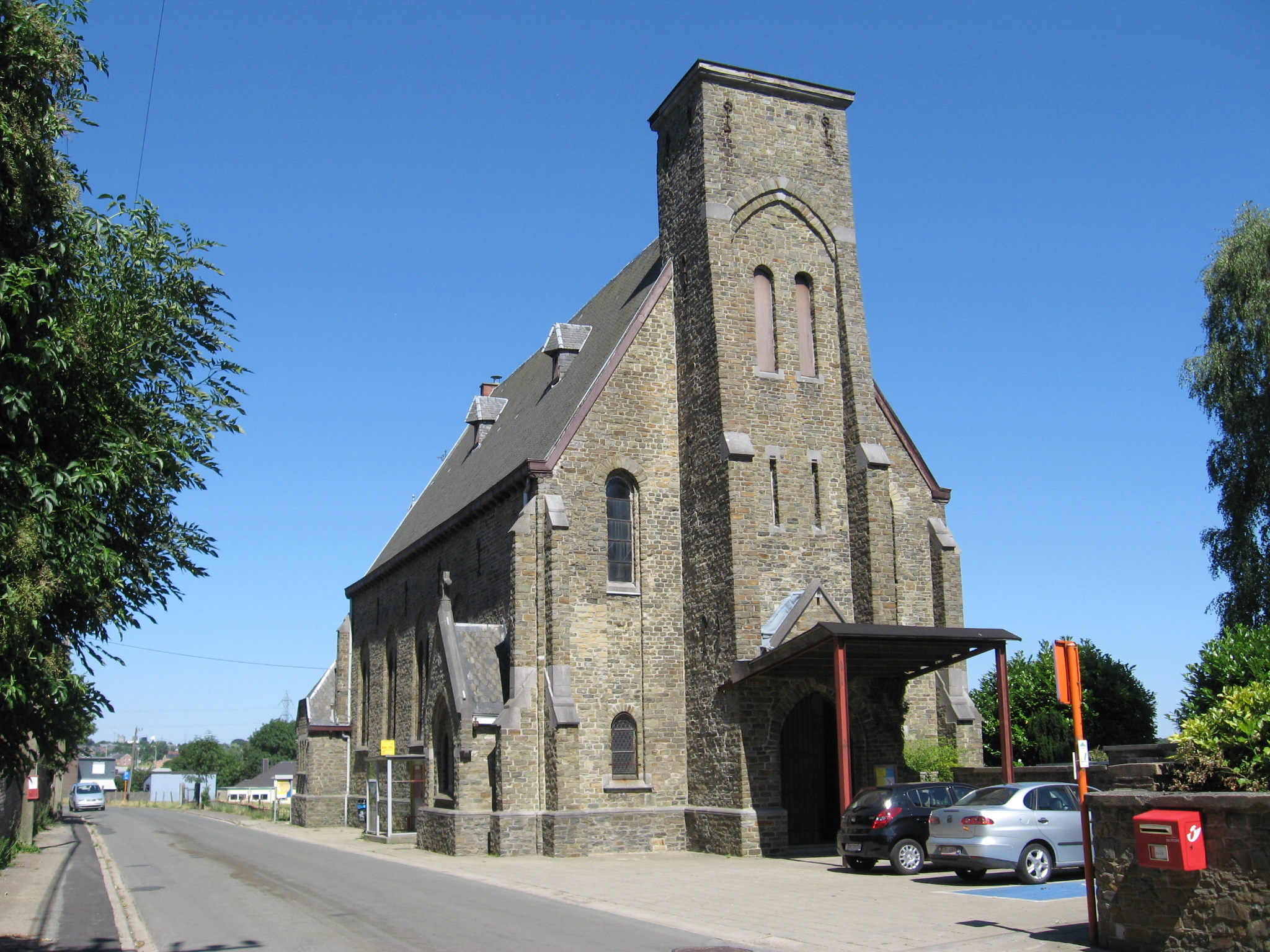
Eglise Saint-Antoine Ermite

- En 796 la ferme d’Angelgiagas est, avec diverses autres propriétés, cédée en cadeau de noces par Charlemagne à sa fille Emma. C’est de l’époque mérovingienne que date l’exploitation du vignoble sur les vignes.

## Fête locale
Une fête locale se déroule le week-end du dernier dimanche d'août. Diverses activités, telles que soirées et bals, tournoi de pétanque, brocante, ou encore cave à bière ont lieu dans le centre du village, où un chapiteau est érigé à l'occasion à côté du terrain de football.
Cette fête est organisée par le Royal Cercle Réveil Josétois (RCRJ).